# Mae Chaem
Mae Chaem is een amphoe in de provincie Chiang Mai in Thailand. Het amphoe is opgericht in 1918 en de hoogste berg van Thailand, de Doi Inthanon ligt in het amphoe.

Landschap in Mae Chaem
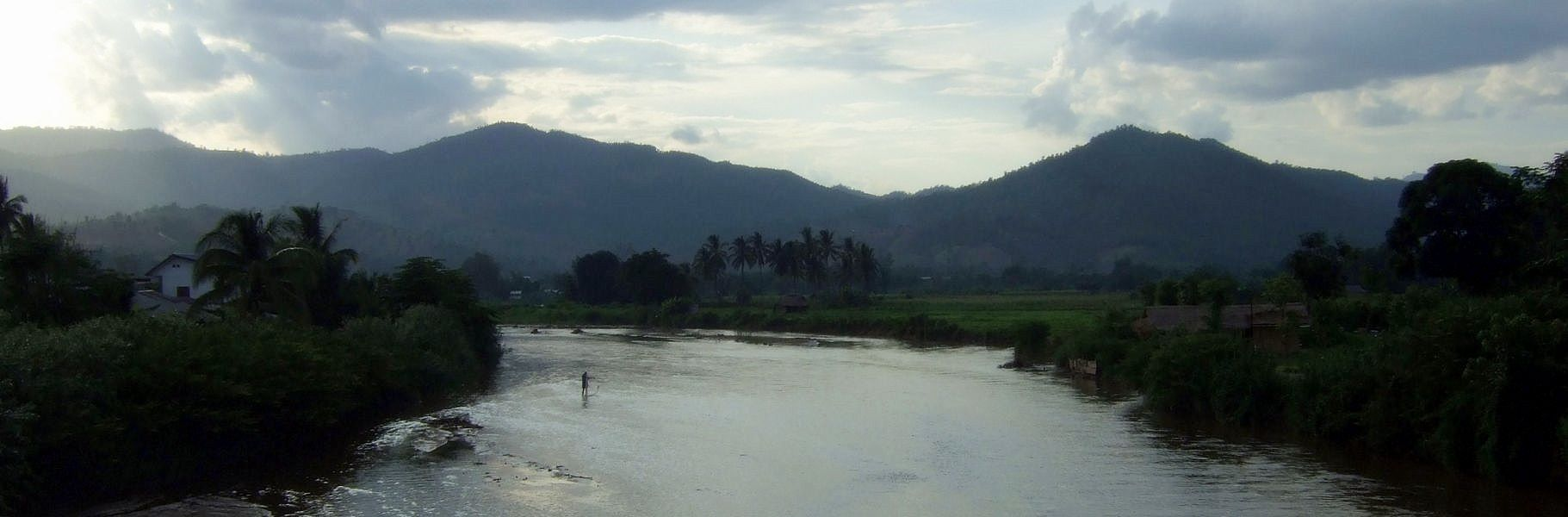
Rivier in Mae Chaem